# Трубайцы
Трубайцы (укр. Трубайці) — село, Трубайцовский сельский совет, Хорольский район, Полтавская область, Украина.
Код КОАТУУ — 5324886201. Население по переписи 2001 года составляло 725 человек.
Является административным центром Трубайцовского сельского совета, в который, кроме того, входят сёла Болбасовка и Кулики.

## Географическое положение
Село Трубайцы находится на левом берегу реки Хорол, выше по течению на расстоянии в 2 км расположено село Костюки,
ниже по течению на расстоянии в 1,5 км расположено село Кулики. Река в этом месте извилистая, образует лиманы, старицы и заболоченные озёра.

## История
В середине XVIII века селом владел миргородский полковник Василий Капнист.
Покровская церковь известна с 1752 года
Есть на карте 1816 года как Трубай

## Экономика
- «Трубайцовский», сельскохозяйственный ПК.

## Объекты социальной сферы
- Школа.
- Дом культуры.

## Известные уроженцы
- Ватуля, Алексей Михайлович (1891—1955) — украинский советский актёр театра и кино. Народный артист Украинской ССР (1940);
- Китач, Гавриил Макарович (1906—1969) — советский учёный в области горного дела, горный инженер.
- Солод, Григорий Иванович (1922—1997) — советский учёный в области горного дела, профессор, заведующий кафедрой МГИ.